# Пам'ятники Єзуполя
Стаття Пам'ятники Єзуполя призначена для ознайомлення, в тому числі і візуального, зі зразками міської скульптури містечка (смт) Єзуполя Тисменицького району Івано-Франківської області.
Як на розміри і статус містечка, в Єзуполі доволі велике число пам'ятників — загалом 10 погрудь видатних діячів України, військових меморіалів і скульптура, що демонструють толерантність і політкоректність місцевих жителів і влади.
У радянський час у Єзуполі був відкритий селищний меморіал загиблих у Другій світовій війні, де були встановлені пам'ятні знаки загиблим односельчанам та радянським воїнам-визволителям, скульптура скорботної матері.
Вже за незалежності України єзупільці встановили і відкрили меморіал полеглих воїнів ОУН-УПА і пам'ятний хрест у пам'ять про закатованих НКВСівцями односельців.
Видатна роль у встановленні єзупільських пам'ятників належить Володимиру Семеновичу Войцюку (1930 — †2010)— вихідцю з містечка, колишньому вчителю, що емігрував до США і тяжкою працею (працюючи двірником) заробив гроші, які, як справжній меценат, передав на встановлення в Єзуполі та Івано-Франківську пам'ятників, друк краєзнавчої літератури, розвиток українського кіно і культури в цілому.
Коштом Володимира Войцюка у 2000 році в Єзуполі з'явилися пам'ятники Тарасові Шевченку та Іванові Франку, а в 2008 році він же профінансував встановлення пам'ятника найвідомішому єзупільцю — лексикографу і культурному діячеві пізнього Середньовіччя Памвові Беринді. Вдячні єзупільці ще 2005 року встановили пам'ятник самому меценату. 
Перелік єзупільських пам'ятників
| Назва                                                           | Дата встановлення | Розташування                                                     | Фото | Короткі відомості |
| Беринді Памву                                                   | 2008              | У сквері біля місцевої школи                                     |      | Пам'ятник видатному діячеві української культури, мовознавцю, письменнику і типографу Памвові Беринді (перший у країні) був встановлений за меценатського фінансування вихідця з Єзуполя Володимира Войцюка 4 липня 2008 року. Івано-Франківський скульптор Володимир Довбенюк зобразив Беринду у вигляді вченого ченця. Пам'ятник урочисто відкрили і освятили священики під керівництвом єпископа УГКЦ Софрона Мудрого. |
| Борців ОУН-УПА, меморіал                                        |                   |                                                                  |      | |
| Воїнам Радянської армії, загиблим у Другій світовій війні       |                   |                                                                  |      | |
| Войцюку Володимиру                                              | 2005              |                                                                  |      | Пам'ятник видатному мецентату Володимиру Семеновичу Войцюку, який профінасував численні починання, як у Єзуполі, так і на Прикарпатті, в тому числі його коштом був виготовлений і встановлений шерег єзупільських пам'ятників, удячні єзупольці спорудили й урочисто відкрили у 2005 році. |
| Жертвам НКВС, пам'ятний хрест                                   |                   |                                                                  |      | Пам'ятний хрест встановлений на місці розстрілу НКВСівцями в 1944 році жителів Єзуполя. |
| Односельчан, які загинули у Другій світовій війні, меморіал     |                   | на селищному меморіалі загиблих у Другій світовій війні          |      | |
| Радянських воїнів, які загинули за визволення Єзуполя, меморіал |                   | на селищному меморіалі загиблих у Другій світовій війні          |      | |
| Скорботної матері, скульптура                                   |                   | на селищному меморіалі загиблих у Другій світовій війні          |      | |
| Франкові Івану                                                  | 2000              | у сквері навпроти Єзупільського Народного дому (вул. С. Бандери) |      | Пам'ятник видатному українському поетові та письменнику Іванові Франку був встановлений 11 червня 2000 року (другим за ліком) за кошти мецената Володимира Войцюка. Це — один з найкращих в Івано-Франківській області пам'ятників Каменяреві, автором якого є скулптор В. Довбенюк (м. Івано-Франківськ). |
| Шевченкові Тарасу                                               | 2000              |                                                                  |      | Пам'ятник великому українському поетові Тарасові Григоровичу Шевченку на кошти мецената-емігранта Володимира Войцюка був встановлений 11 червня 2000 року. Автором проекту пам'ятника є талановитий прикарпатський скульптор Володимир Довбенюк, а майстер спорудження пам'ятника, — Василь Лучків. Це був перший єзупільський пам'ятник, встановлення якого профінансував Войцюк.                                        |

## Виноски
1. ↑  В Єзуполі встановили пам'ятник Памві Беринді[недоступне посилання з липня 2019] // інф. за 4 липня 2008 року на Інтернет-видання СІТІ (м. Івано-Франківськ) [Архівовано 16 травня 2014 у Wayback Machine.]
2. ↑  Перелік пам'ятників і пам'ятних знаків в населених пунктах Івано-Франківської області, встановлених на вшанування Каменяра [Архівовано 22 червня 2015 у Wayback Machine.] на Івано-Франківська обласна універсальна наукова бібліотека ім. І. Франка [Архівовано 21 серпня 2009 у Wayback Machine.]
3. ↑  Крайній Іван Про роль особи Войцюка в історії Єзуполя. Колишній учитель математики, який нині мешкає у США, своїм коштом установив у рідному селищі пам’ятники Шевченкові, Франку та Беринді і сам ще за життя «забронзовів» на постаменті [Архівовано 10 березня 2014 у Wayback Machine.] // «Україна Молода» за 14 квітня 2009 року
4. ↑  Щедрий дар своїм односельцям, інф. на www.brama.com за 11-08-2000. Архів оригіналу за 11 лютого 2010. Процитовано 5 листопада 2010.